# العاصفة الشمسية في سنة 2012

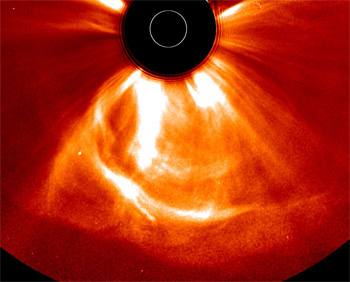
الطرد الجماعي الاكليلي ، كما صورتها STEREO.

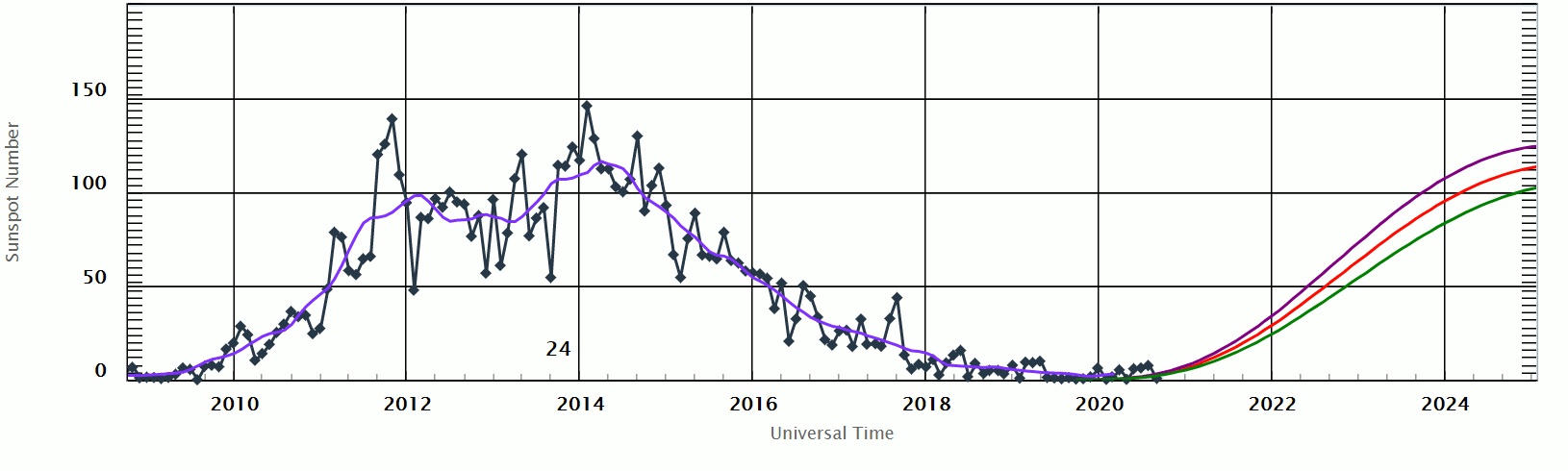
وقع الحدث في عام 2012 ، بالقرب من المحلية الأقصى من البقع الشمسية التي يمكن رؤيتها في هذا الرسم البياني.

إن العاصفة الشمسية 2012 كانت كبيرة بشكل غير عادي وقوي , اللفظ الكتلي الإكليلي (CME) الحدث الذي وقع في 23 تموز / يوليو من ذلك العام. غاب عن الأرض بهامش يقارب تسعة أيام، حيث يدور خط استواء الشمس حول محورها الخاص مع فترة حوالي 25 يوما. و بالتالي فان المنطقة التي أنتجت هذا الانفجار لم تكن موجهة مباشرة نحو الأرض في ذلك الوقت. كانت قوة الاندفاع مماثلة لحدث عام 1859 حدث كارينغتون الذي تسبب في الأضرار التي لحقت المعدات الكهربائية في جميع أنحاء العالم، التي كانت في ذلك الوقت تتألف في معظمها من محطات التلغراف.
اندلع الانفجار من خلال مدار الأرض، ليضرب ستيريو-المركبة الفضائية. و المركبة الفضائية هي مرصد شمسي مجهز لقياس مثل هذا النشاط، ولأنه بعيد عن الأرض، وبالتالي فهو لا يتعرض للتيارات الكهربائية القوية التي يمكن أن يسببها عندما يضرب CME الغلاف المغنطيسي, للارض، فقد نجا من اللقاء وقدم للباحثين بيانات قيمة.
استنادا إلى البيانات التي تم جمعها، الانفجار يتألف من حقنتين منفصلتين الكتل استطاعا الوصول إلى قوة عالية بشكل استثنائي مثل الكواكب المتوسطة حول الشمس قد تم تطهيرها من قبل CME اصغر منذ أربعة أيام في وقت سابق. كان CME قد ضرب الأرض، فمن المرجح أنه قد ألحقت أضرارا خطيرة على الأنظمة الإلكترونية على نطاق عالمي. في عام 2013 دراسة تشير التقديرات إلى أن التكلفة الاقتصادية إلى الولايات المتحدة كان يتراوح بين 0.6 و2. 6 تريليون دولار أمريكي. قدر يينغ دي ليو، الأستاذ في مختبر الصين الرئيسي لطقس الفضاء، أن وقت الشفاء من مثل هذه الكارثة كان سيستغرق ما بين أربع إلى عشر سنوات.
وقع الحدث في وقت عالية البقع الشمسية النشاط خلال الدورة الشمسية 24.

## وصلات خارجية
- ScienceCasts: Carrington-class CME Narrowly Misses Earth على يوتيوب